# Khamis Gheddafi
Khamis Gheddafi (in arabo خميس القذافي‎?, Khamīs al-Qadhdhāfī; Tripoli, 27 maggio 1983 – Tarhuna, 29 agosto 2011) è stato un militare libico, ottavo figlio di Muʿammar Gheddafi e più volte dato per morto nella guerra civile.

## Biografia

### Istruzione e carriera
Khamis Gheddafi si è laureato presso l'accademia militare di Tripoli, ricevendo un diploma di laurea in arte e scienza militare, e, in seguito, presso l'Accademia Militare Frunze a Mosca e presso l'Accademia di Stato Maggiore dell'Accademia delle Forze Armate della Federazione Russa. Dal mese di aprile 2010 ha frequentato un master in economia a Madrid, presso la IE Business School (precedentemente nota come Instituto de Empresa), dal quale è stato tuttavia espulso nel marzo 2011 per "i suoi collegamenti agli attacchi contro la popolazione Libica".
Nel 2008 ha visitato l'Algeria, dove è stato ricevuto dal presidente Abdelaziz Bouteflika. Era il comandante della 32ª Brigata, facente parte delle forze armate libiche, fedele a Muʿammar Gheddafi.

### Guerra civile del 2011
Durante la guerra civile libica ha comandato la 32ª Brigata, specialmente temuta ed efficace nella lotta contro i "ribelli" sostenuti dalla NATO.
La notizia della sua presunta morte avvenuta il 20 marzo 2011 per le ferite riportate durante un bombardamento aereo del bunker di Bab al-Aziziya, nel centro di Tripoli, è stata smentita dal governo libico: il 29 marzo successivo la televisione di stato libica ha mostrato immagini in diretta in cui si vedeva Khamis Gheddafi tra i sostenitori del regime a Bab al-Aziziya.
La notizia della sua morte viene nuovamente diffusa il 29 agosto: Khamis sarebbe stato ucciso da un Apache della RAF, che avrebbe centrato con un missile la Toyota Land Cruiser 4x4 blindata a bordo della quale si trovava Il corpo di Khamis sarebbe stato sepolto a Zliten. La notizia della morte è stata però nuovamente smentita dai lealisti di Gheddafi, secondo i quali Khamis, oltre a essere vivo, sarebbe stato promosso sul campo al grado di generale per la sua abile condotta strategico-militare e per il coraggio dimostrato in battaglia.
Tuttavia, il 15 ottobre, la Arrai TV, rete televisiva pro-Gheddafi, ha diramato in rete l'annuncio della morte di Khamis Gheddafi, secondo l'emittente avvenuta il 29 agosto 2011. Un anno dopo, il 20 ottobre 2012, a seguito di scontri avvenuti presso Bani Walid, tra le ultime roccaforti del regime, il Presidente dell'Assemblea Nazionale Muḥammad al-Maqariaf (Mohamed Magarief) ha annunciato la cattura e la morte del Gheddafi.
La notizia viene tuttavia nuovamente smentita direttamente dal vicepremier, Muṣṭafā Abū Shuqūr (talora scritto Abu Shughur), mentre si conferma che Khamis Gheddafi è ancora vivo.

Il 12 aprile 2013 avrebbe guidato la 32ª Brigata nell'attacco al commissariato di Sebha uccidendo un poliziotto e ferendone altri due. Il commando era formato da ex agenti dei servizi d'intelligence libici.